# Маликов, Камал Магомедрашидович
Камал Магомедрашидович Маликов (17 марта 1987, Кизилюрт, Дагестанская АССР, РСФСР, СССР) — российский борец вольного стиля, занимался джиу-джитсу, тренер по вольной борьбе. По национальности — аварец.

## Спортивная карьера
Заниматься вольной борьбой начал с 6 лет в родном Кизилюрте. Камал долго оставался в подающих надежды, до тех пор, пока он не переехал в Хасавюрт и попал к известному тренеру Магомеду Гусейнову. В 2010 году принимал участие на Кубке мира, где занял 9 место. В мае 2012 года на чемпионате России в Санкт-Петербурге завоевал бронзовую медаль. В июле 2012 года стал победителем турнира в Греции. 2 октября 2012 года в Финляндии стал бронзовым призёром студенческого чемпионата мира. 14 октября 2012 года на V турнире на Кубок Рамзана Кадырова на призы А. Вараева в Грозном завоевал бронзовую медаль. 25 декабря 2012 года стал в селе Нололакское стал победителем IV турнир на призы Мурада Гайдарова. В мае 2013 года стал бронзовым призёром турнира им. Али Алиева в Каспийске. В октябре 2013 года стал серебряным призёром на турнире на призы Мурада Гайдарова. 3 декабря 2013 года стал обладателем Кубка России. 5 декабря 2013 года стал победителе турнира «Шевалье Нусуев». В июне 2014 года стал бронзовым призёром чемпионата России. Параллельно занимался джиу-джитсу, в 2017 году завоевал две медали на Кубке Польши. В том же году выступал в немецкой Бундеслиге. Будучи участником Бундеслиги работал в сборной Польше, в мае 2018 году был назначен тренером сборной Туниса по вольной и женской борьбе. В марте 2019 года стал победителем открытого Кубка Польши. В июне 2019 года отправился в Индию чтобы индивидуально работать с обладателем серебряной и бронзовой медалей Олимпийских игр, чемпионом мира 2010 Сушилом Кумаром. 

## Спортивные результаты на крупных турнирах
- Кубок мира по борьбе 2010 (команда) — ;
- Кубок мира по борьбе 2010 — 9;
- Чемпионат России по вольной борьбе 2011 — ;
- Чемпионат России по вольной борьбе 2012 — ;
- Чемпионат мира среди студентов 2012 — ;
- Чемпионат России по вольной борьбе 2014 — ;
- Межконтинентальный кубок 2014 — 9;
- Чемпионат России по вольной борьбе 2015 — 17;
- Межконтинентальный кубок 2016 — 8;

## Личная жизнь
В апреле 2013 года Камал женился, супругу зовут Написат, юрист по образованию, работала в Махачкале, свадьба состоялась в Кизилюрте.